# چوکپیرئوا (ارکیپا)
چوکپیرئوا (به اسپانیایی: Choquepirhua) یک کوه در پرو است. چوکپیرئوا ۵٬۴۰۰ متر بالاتر از سطح دریا واقع شده‌است.